# Atractus obtusirostris
Atractus obtusirostris е вид змия от семейство Смокообразни (Colubridae).

## Разпространение
Видът е разпространен в Колумбия.